# دورون لامب
دورون لامب (بالإنجليزية: Doron Lamb)‏ مواليد 6 نوفمبر 1991 في نيويورك، هو لاعب كرة سلة أمريكي بدأ مسيرته الاحترافية في سنة 2012 حيث تم اختياره من قبل فريق ميلووكي باكز خلال الدرافت يلعب مع فريق جاي إس إف نانتير في الدوري الفرنسي لكرة السلة الدرجة الأولى ويحمل الرقم 20. يبلغ طوله 6 قدم 4 بوصة (1.9 م). لعب كرة السلة الجامعية في جامعة كنتاكي

## فرق لعب لها
- ميلووكي باكز
- أورلاندو ماجيك
- جاي إس إف نانتير

## إحصائيات المسيرة

### الموسم الاعتيادي
| السنة   | الفريق         | لعب | بدأ | دقيقة | ميداني% | ثلاثية | حرة  | ارتداد | صنع | استلاب | تصدي | نقطة |
| ------- | -------------- | --- | --- | ----- | ------- | ------ | ---- | ------ | --- | ------ | ---- | ---- |
| 2012–13 | ميلووكي باكز   | 23  | 0   | 12.2  | .347    | .250   | .533 | .7     | .9  | .3     | .0   | 3.4  |
| 2012–13 | أورلاندو ماجيك | 24  | 0   | 12.4  | .397    | .476   | .632 | 1.2    | .5  | .3     | .0   | 3.2  |
| 2013–14 | أورلاندو ماجيك | 53  | 0   | 13.1  | .394    | .400   | .806 | .9     | .8  | .2     | .0   | 3.6  |
| المسيرة |                | 100 | 0   | 12.7  | .381    | .394   | .700 | 1.0    | .8  | .2     | .0   | 3.5  |

## روابط خارجية
- دورون لامب على موقع إن بي أي (الإنجليزية)
- دورون لامب على موقع سبورتس رفرنس (الإنجليزية)
- دورون لامب على موقع كرة السلة الأوروبية.كوم (الإنجليزية)
- دورون لامب على موقع كلية كرة السلة في سبورتس رفرنس.كوم (الإنجليزية)
- دورون لامب على موقع ريلجم (الإنجليزية)
- دورون لامب على موقع بروبوليرز (الإنجليزية)
- دورون لامب على موقع سبورتس رفرنس (الإنجليزية)
- دورون لامب على موقع سبورتس رفرنس (الإنجليزية)